# Acanthoponera mucronata
Acanthoponera mucronata är en myrart som först beskrevs av Julius Roger 1860.  Acanthoponera mucronata ingår i släktet Acanthoponera och familjen myror. Inga underarter finns listade i Catalogue of Life.

## Bildgalleri

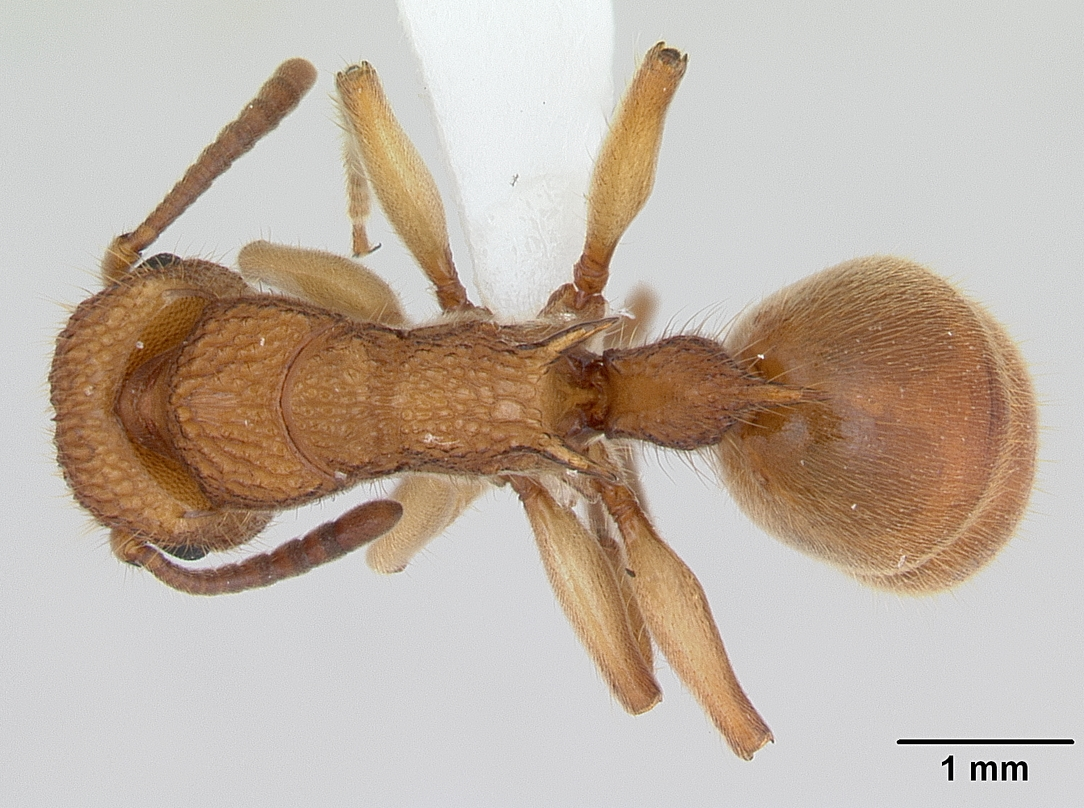
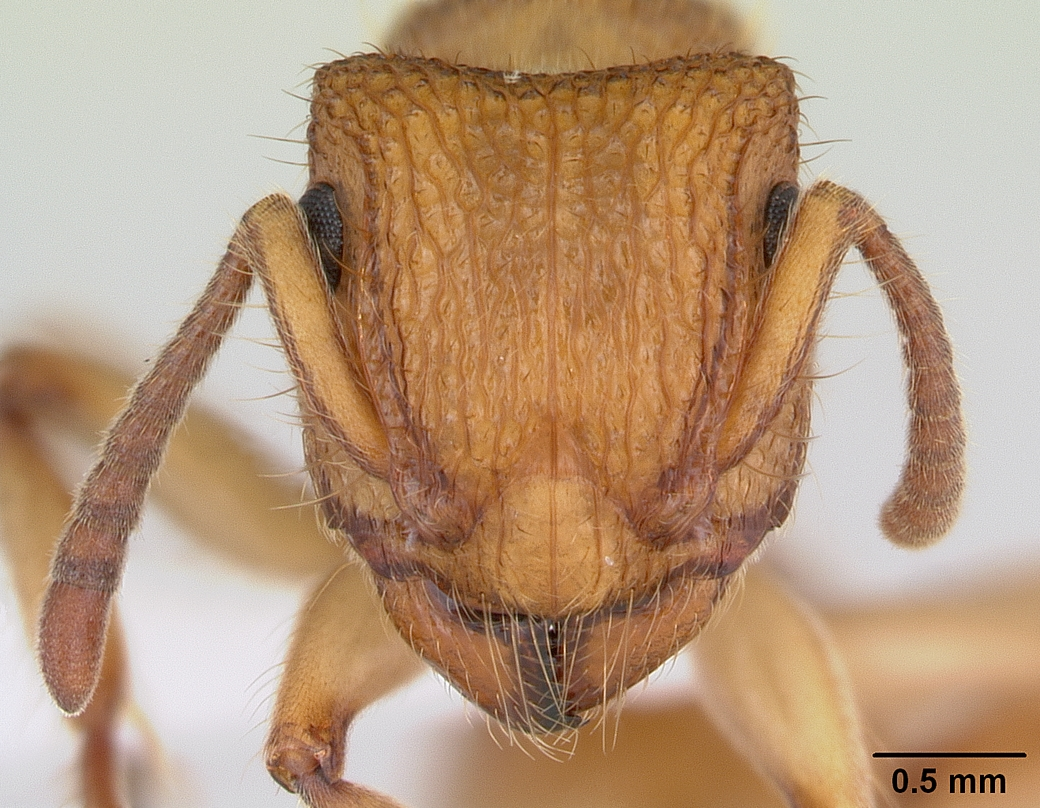
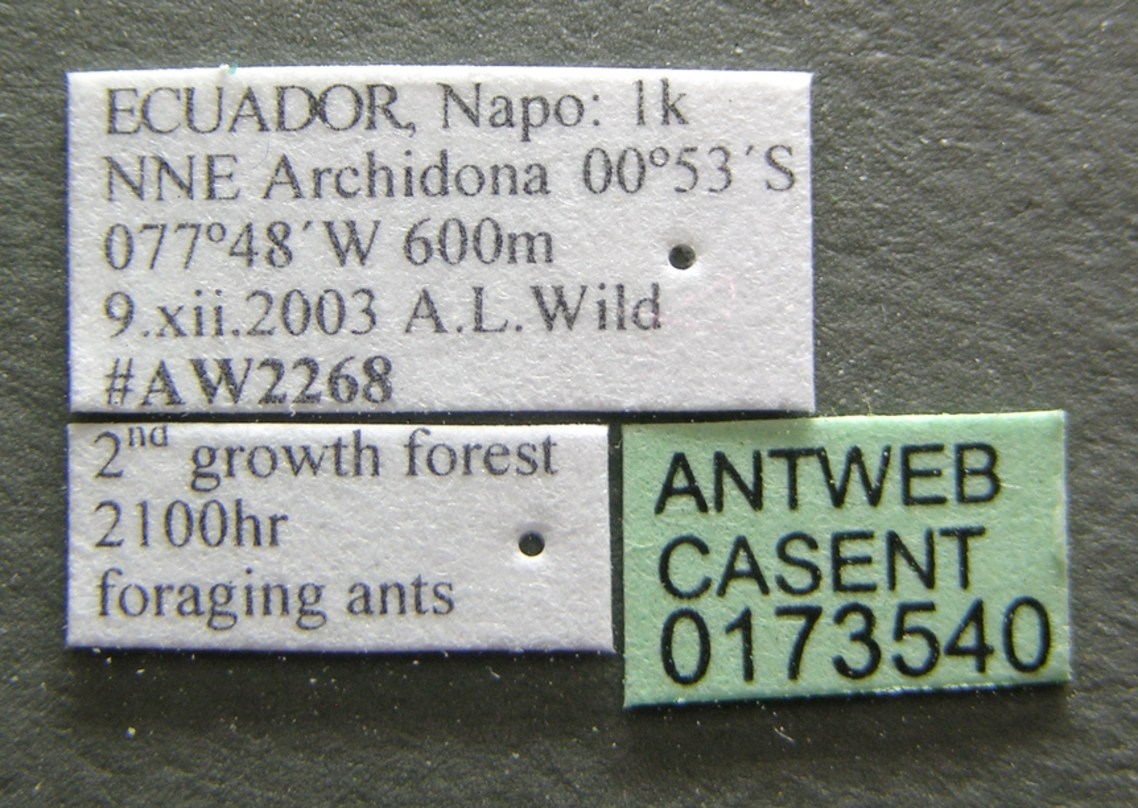
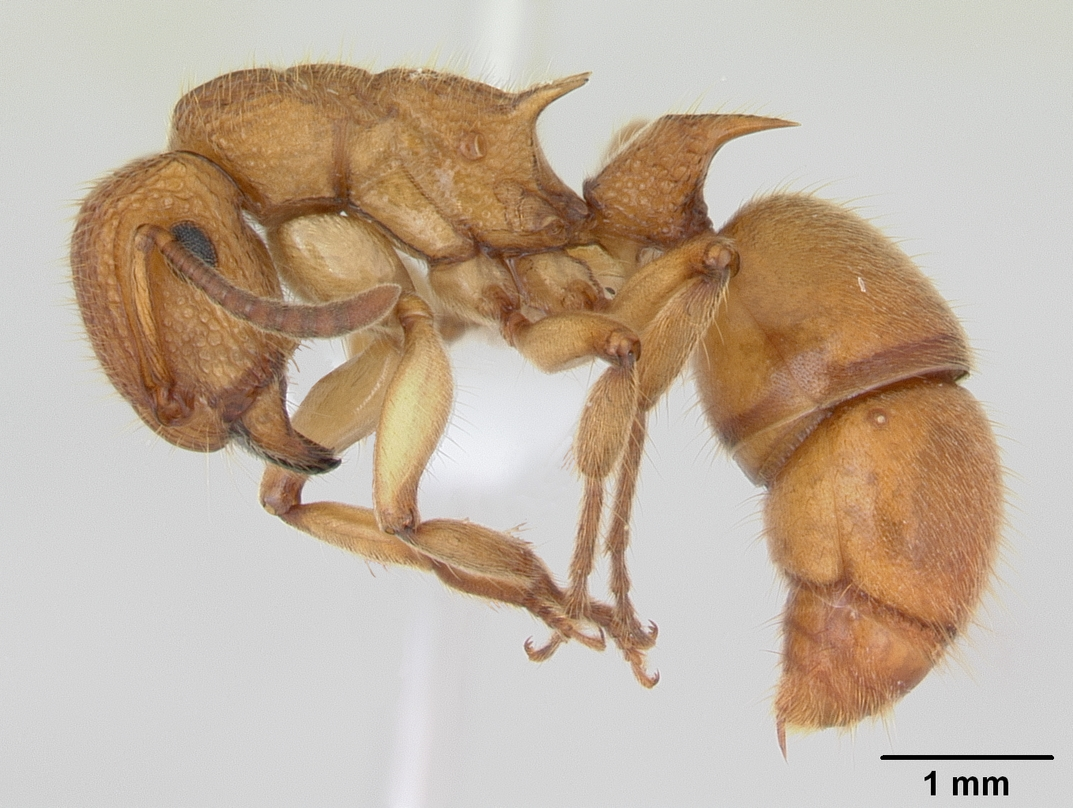